# Yamaha XVS 650 DragStar
Yamaha XVS 650 DragStar je motocykl kategorie cruiser, vyvinutý firmou Yamaha, vyráběný od roku 1997. Předchůdcem je model Yamaha XV 535 Virago, proti němuž má zvětšené vrtání o 5 mm a zdvih o 4 mm. Větším modelem je XVS 1100 DragStar.
Od většího modelu XVS 1100 se liší mj. použitím zadní bubnové brzdy, rozvorem kratším o 35 mm a menšími rozměry.

## Technické parametry
- Rám: dvojitý kolébkový
- Suchá hmotnost: 230 kg
- Pohotovostní hmotnost: 249 kg
- Maximální rychlost: 150 km/hod.
- Spotřeba paliva: 5,5 l/100 km